# Egholm (voldsted)
 For alternative betydninger, se Egholm. (Se også artikler, som begynder med Egholm)
Egholm er et voldsted, der er beliggende ved Lindenborg Å mellem Støvring og Gammel Skørping i Rebild Kommune. Borgen blev ødelagt i 1391, angiveligt af dronning Margrete 1. I dag er der ikke meget andet end bankerne den lå på tilbage.

## Eksterne kilder og henvisninger
- Egholm (voldsted) i Slots- og Kulturstyrelsens database
- nordjyske.dk, Margrethe 1. om sin gamle borg Arkiveret 7. marts 2016 hos  Wayback Machine
- Skov- og naturstyrelsen, flyer om Rold Skov Arkiveret 18. december 2013 hos  Wayback Machine

|  | Denne artikel om lokaliteten Egholm (voldsted) kan blive bedre, hvis der indsættes et (bedre) billede. Du kan hjælpe ved at afsøge Wikimedia Commons for et passende billede eller lægge et op på Wikimedia Commons med en af de tilladte licenser og indsætte det i artiklen. |

56°52′26.57″N 9°51′52.63″Ø / 56.8740472°N 9.8646194°Ø